# Pont Canavese
Pont Canavese (Punt in piemontese, Pont in francoprovenzale) è un comune italiano di 2 998 abitanti della città metropolitana di Torino, in Piemonte.
È il paese di fondovalle (461 m s.l.m.) dell'area francoprovenzale. È noto per le torri dei Valperga e dei San Martino, i portici medioevali, la pieve di Santa Maria in Doblazio. È ubicato alla biforcazione tra la valle dell'Orco e la valle Soana.

## Storia
L'abitato di Pont Canavese si sviluppa in un'area alluvionale creata dai torrenti Orco e Soana che, dopo aver percorso le profonde vallate scavate nel corso dei secoli, giunti all'imbocco della pianura uniscono le loro acque per poi dirigersi lentamente al Po. I fiumi e i ponti, indispensabili per il loro attraversamento, hanno caratterizzato la storia economica, sociale e culturale del paese imponendogli anche il nome: dal celto-ligure Rordilitegna o Rordiliteguam, (località citata in un atto di donazione di Ottone alla Chiesa di Vercelli nell'anno 1000), significante "passaggio a due valli" o "passaggio su due acque",  al romano Ad duos pontes all'attuale Pont (nel Basso Medioevo, in diversi documenti, compaiono varie denominazioni: in Ponto, curie Ponti, de Ponto, Villa Ponti).
Se la presenza dell'uomo nella zona risale al tardo Paleolitico e i primi insediamenti stanziali sono neolitici (S. Maria monte Oliveto, frammenti ceramici databili al V millennio a.C., e Boira Fusca lo testimoniano), se la toponomastica risale ai Celtoliguri e ai Romani, la conformazione del tessuto urbano è d'impronta medioevale; i Carolingi, in particolare i Marchesi di Ivrea con Arduino e la sua discendenza, hanno costruito la storia del paese e lasciato le testimonianze più importanti: l'antica Pieve di Santa Maria, sorta su un luogo di culto precristiano, le torri Ferranda e Tellaria che dominano l'abitato e i loro ricetti, il borgo cinquecentesco sviluppatosi attorno alla via porticata e la chiesa di San Francesco, la parrocchiale di San Costanzo, già cappella del Castrum Pontis.

### Simboli
Lo stemma del comune di Pont Canavese è stato riconosciuto con decreto del capo del governo del 16 dicembre 1935.
Il gonfalone, concesso con decreto del presidente della Repubblica dell'11 marzo 1953, è un drappo di rosso.

## Monumenti e luoghi d'interesse

### Le chiese

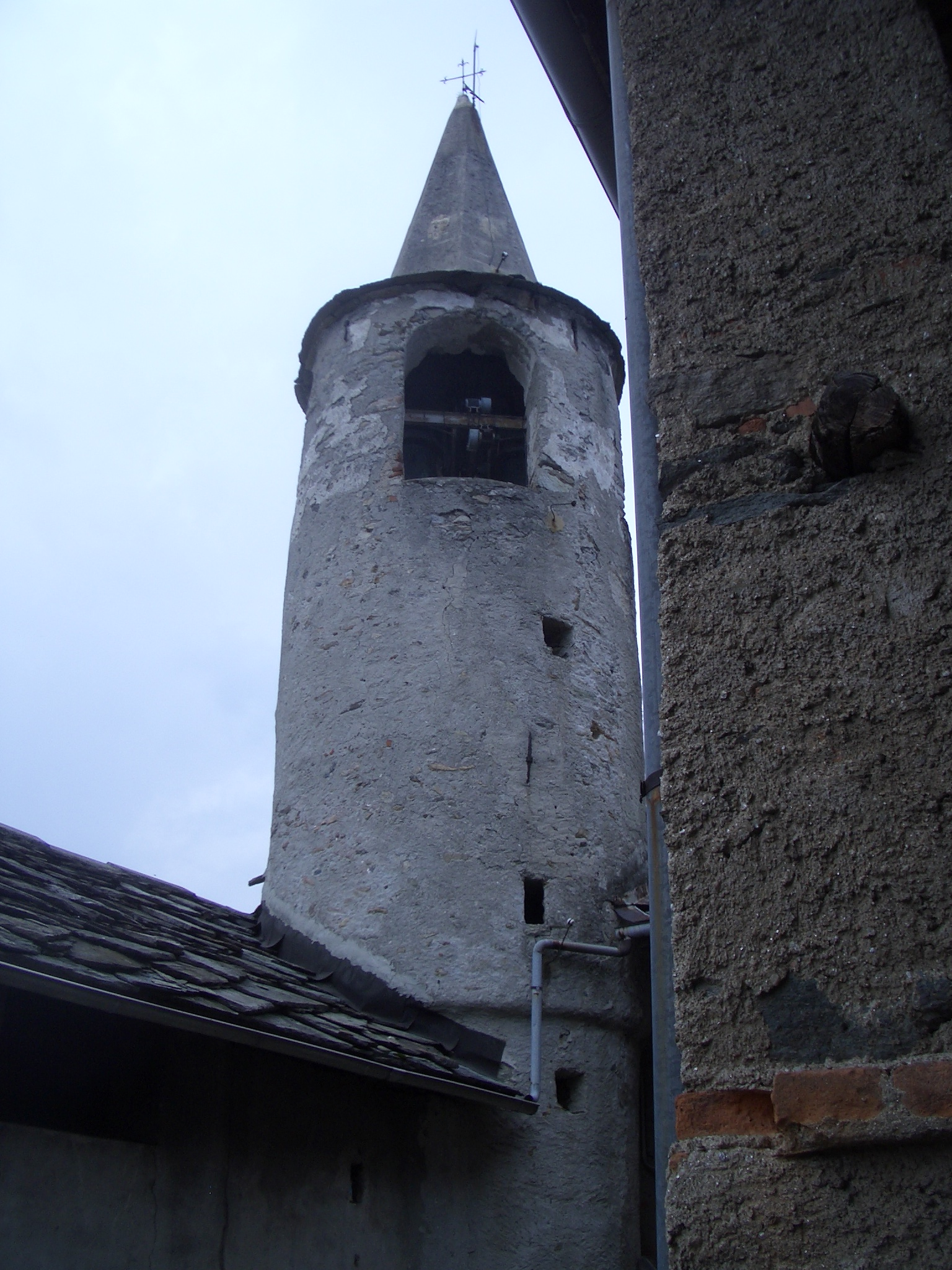
Santa Maria in Doblazio

Giungendo dalla pianura lo sguardo è catturato dall'imponente costruzione di una chiesa .... aggrappata ad una sporgenza rocciosa sospesa a mezza costa, con un abisso sul capo ed uno ai piedi (così la descrisse l'architetto C. Boggio): si tratta della Antica pieve di Santa Maria in Doblazio, sulle cui origini si intrecciano storia e leggenda; per la singolarità della sua architettura con la presenza di due altari frontali in una chiesa ad una sola navata, dei sotterranei, del vicino Monte Oliveto con il masso coppellato, merita una visita accurata. La chiesa di Santa Maria in Doblazio è pieve matrice di tutte le chiese delle valli Orco e Soana, e parrocchia di Pont fino al 1879. La parte più antica della costruzione è composta dal coro e dal presbiterio e risale alla seconda metà del Quattrocento. La navata della chiesa è settecentesca. La chiesa presenta due campanili: quello circolare, dell'XI secolo, era in origine una torre di avvistamento appartenente ai De Doblatio; il secondo è settecentesco e fu voluto dalla confraternita di San Giovanni Decollato titolare di un altare. La tradizione vuole che la chiesa sia sorta su un precedente culto pre-cristiano.
La chiesa di San Costanzo, antica chiesa originaria del 1328, fu costruita sulle fondamenta di una cappella incastellata appartenente ai San Martino. Divenne parrocchia nel 1879. Nel 1890 un ampliamento della chiesa portò all'abbattimento degli storici olmi circondati da panchette in pietra dove si radunava il consiglio comunale, come descritto negli statuti del 1562.
La chiesa di San Francesco, edificata nel 1594, ad opera della congregazione di San Francesco, su un sedime di forno. All'interno, un dipinto ricorda il pontese Beato Giovanni Battista Bonatto morto nel 1653 a Tripoli dove si era recato come missionario.

### Le torri medievali
Altrettanto imponenti e caratterizzanti del paesaggio sono le torri che dominano l'abitato, antiche testimoni di un passato di guerre, di ribellioni, di lotte che interessarono il Canavese per trecento anni; sull'altura al centro del paese si possono ammirare i resti della torre del “Castrum Pontis” appartenuta ai conti di San Martino e la svettante Ferranda di proprietà dei conti di Valperga, loro acerrimi nemici.
Sulla collinetta del Montiglio sorge la Tellaria comunemente detta “Castlass” appartenente, come il “Pontis”, ai San Martino.
Dalle torri si domina sull'intero abitato di Pont, sulla pianura canavesana e sulla catena alpina che fa da cerchio alle valli Orco e Soana; la Ferranda, dopo un restauro accurato, è diventata la sede del “Museo del Territorio” mentre l'area circostante è utilizzata per concerti e spettacoli all'aperto come l'ampio parco del “Castlass” di recente tornato di proprietà comunale.

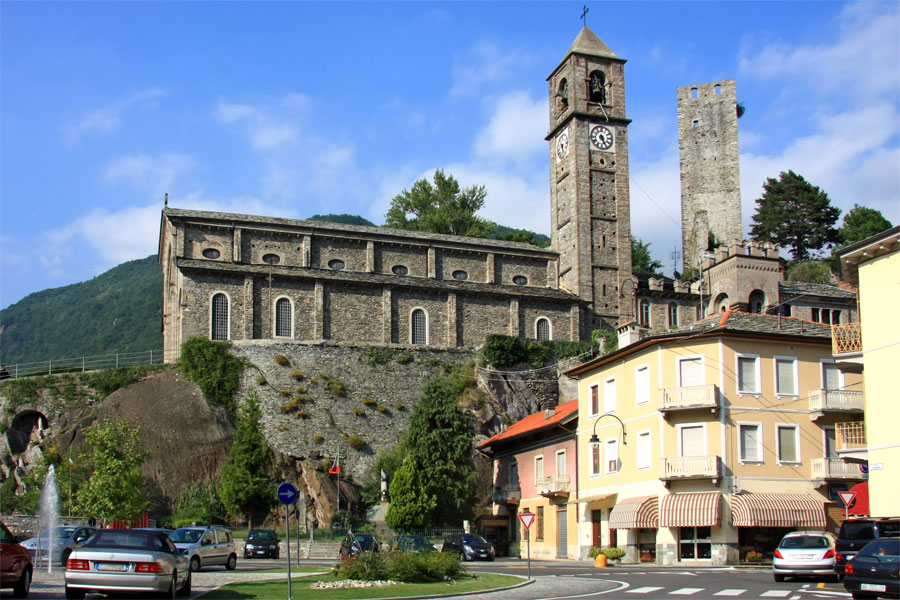
Parrocchiale di San Costanzo
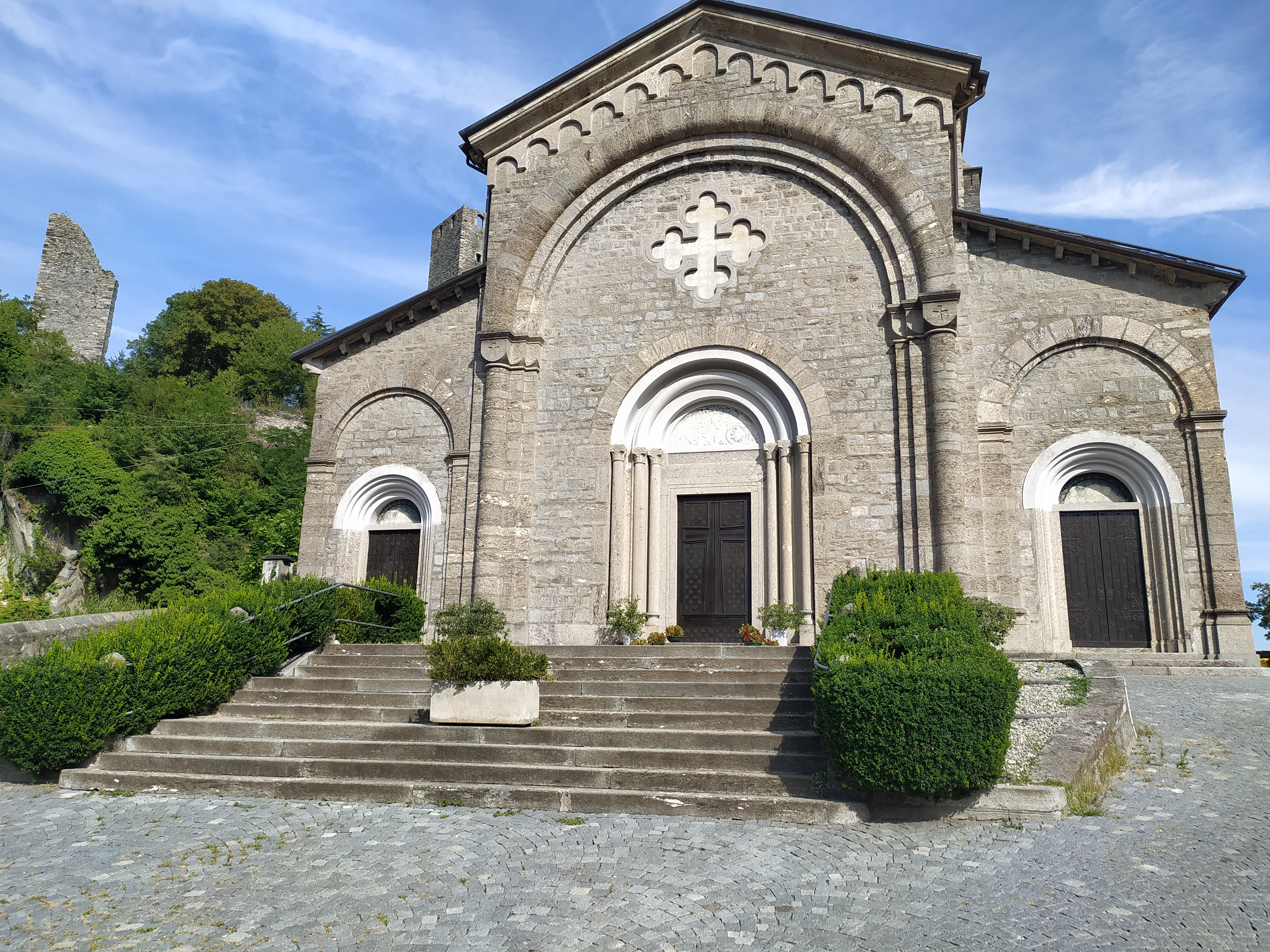
Facciata Chiesa Parrocchiale San Costanzo
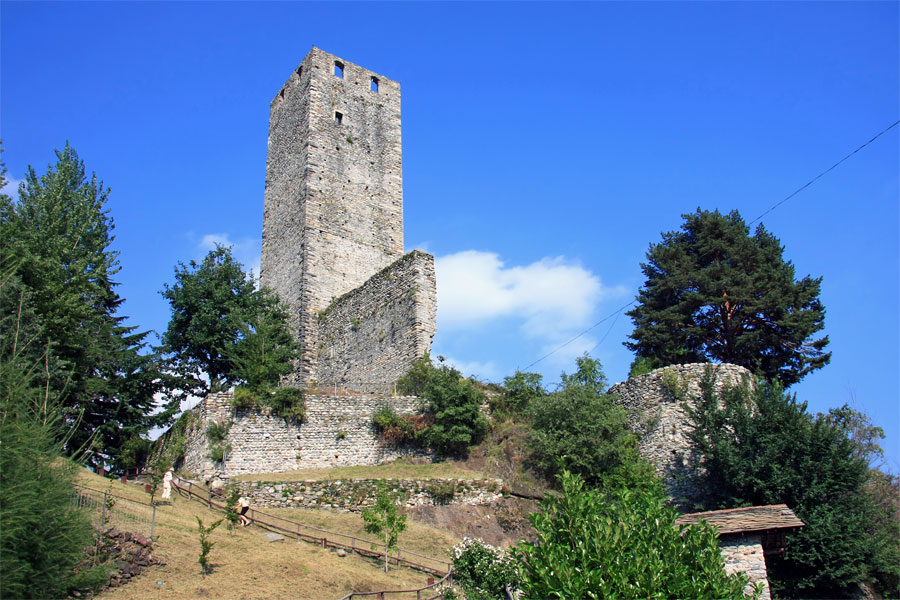
Torre Ferranda
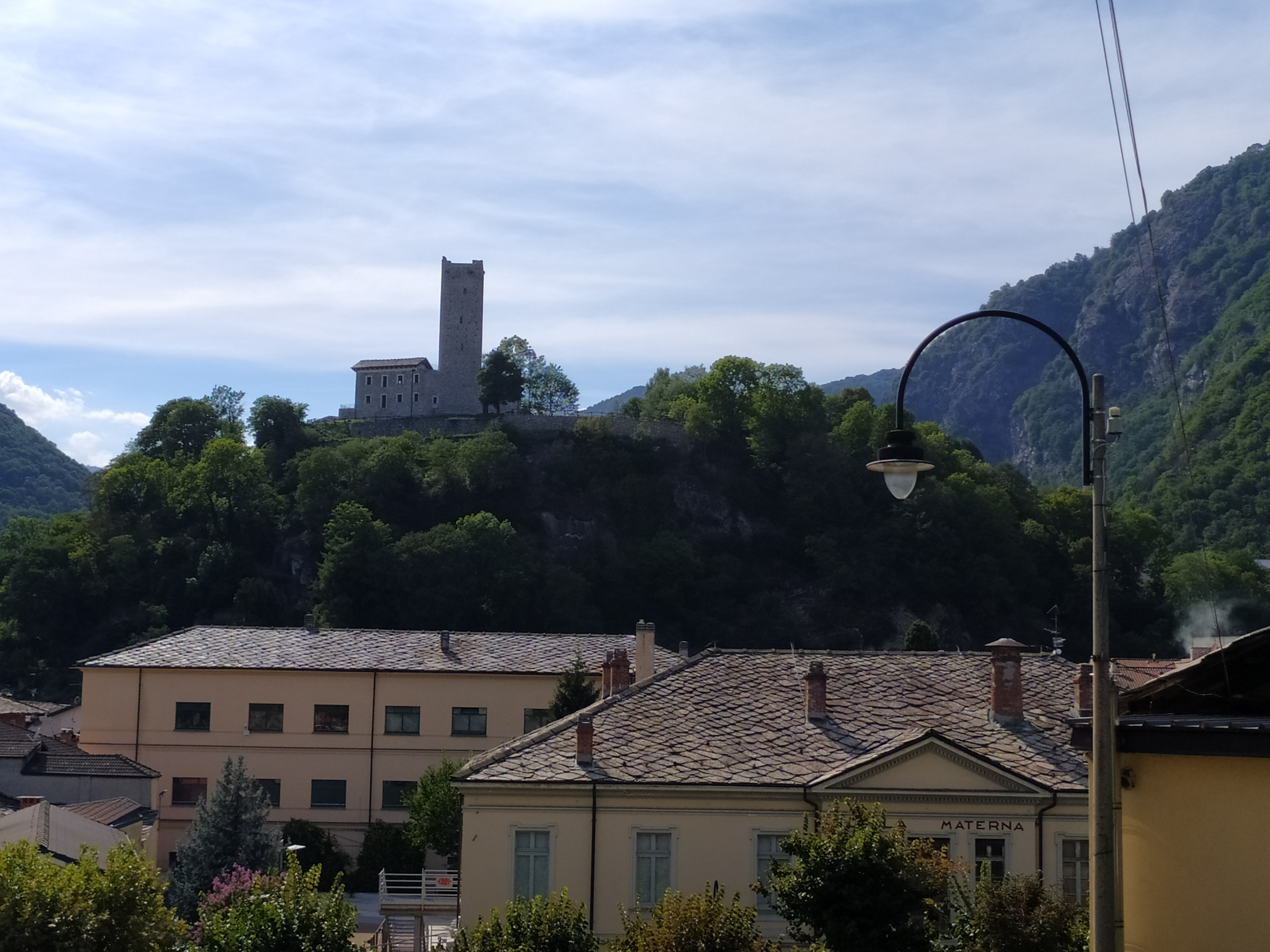
Veduta Torre Tellaria

### I musei
L'offerta museale comprende: 
- il Museo Etnografico, realizzato nel 1996 che intende essere la rappresentazione di un'autentica presa di coscienza nei confronti dell'originalità e del valore, del modo di vivere operativo e psicologico adottato dalle generazioni che ci hanno preceduto.

Affissi alle pareti mappe, quadri, fotografie, manifesti, esaltano la bellezza di Pont e dell'Alto Canavese, evidenziandone le peculiarità intrinseche. Si discerne nell'ingresso una ricerca sulle antiche botteghe della porticata via del Commercio
- Il Museo della Plastica, museo di archeologia industriale "Cannon-Sandretto", è ospitato nella palazzina di rappresentanza in stile liberty dello stabilimento Sandretto e consta di oltre 2500 pezzi.

### Le centrali idroelettriche
Alla ricchezza d'acqua è legato lo sviluppo economico del territorio: le possibilità di produrre forza motrice prima ed energia elettrica poi hanno favorito lo sviluppo di attività artigianali (lavorazione del rame e del ferro, concia delle pelli), industriali (tessile e metalmeccanica) e commerciali (fiere e mercati con tradizioni secolari) facendo del paese un polo importante ed attivo.
Attualmente, dopo la chiusura di molte aziende, l'economia vive prevalentemente sul terziario e su un turismo “di nicchia” a cui viene offerta la possibilità di scoprire un territorio interessante ancorché poco conosciuto.

## Società

### Evoluzione demografica
Negli ultimi cinquant'anni, a partire dal 1971, la popolazione residente è diminuita del 37 %.
Abitanti censiti

## Cultura

### Eventi
Numerose manifestazioni culturali arricchiscono l'offerta turistica: “Teatro a primavera” e “I concerti d'autunno” sono un appuntamento consolidato così come “'L Concert d'la Rùa” (terzo fine settimana di luglio) durante il quale la Filarmonica "A. Cortese" ripropone l'antico concerto dei balconi nella “Rùa” (la strada, oggi via Marconi, che collega il Comune alla Manifattura) come nell'Ottocento faceva la Banda del paese; o il “Concerto di Natale” (24 dicembre) sempre ad opera della Filarmonica.
Le associazioni culturali propongono poi manifestazioni, incontri e spettacoli di vario genere sia nel periodo estivo che in occasione di sagre e mostre e organizzano visite mirate alla conoscenza e alla valorizzazione del territorio e del suo patrimonio culturale, artistico ed architettonico.
All'artigianato è dedicata una interessante mostra il primo fine settimana di giugno e al commercio alcune fiere annuali fra cui l'antica Fiera di San Matteo (20 e 21 settembre), quella di San Luca (18 ottobre), il mercatino di Natale; altre manifestazioni vengono organizzate dalle Associazioni degli Artigiani e dei Commercianti specie nel periodo estivo; oltre a queste attività espositive il territorio offre diversi itinerari per scoprire diversi gioielli artistici come piloni, borgate settecentesche e magnifiche escursioni nella natura.

## Infrastrutture e trasporti
Il paese è stazione di testa della ferrovia Canavesana.
Tutti i treni fino a Rivarolo Canavese sono effettuati con ALn 668 o sono sostituiti da bus.

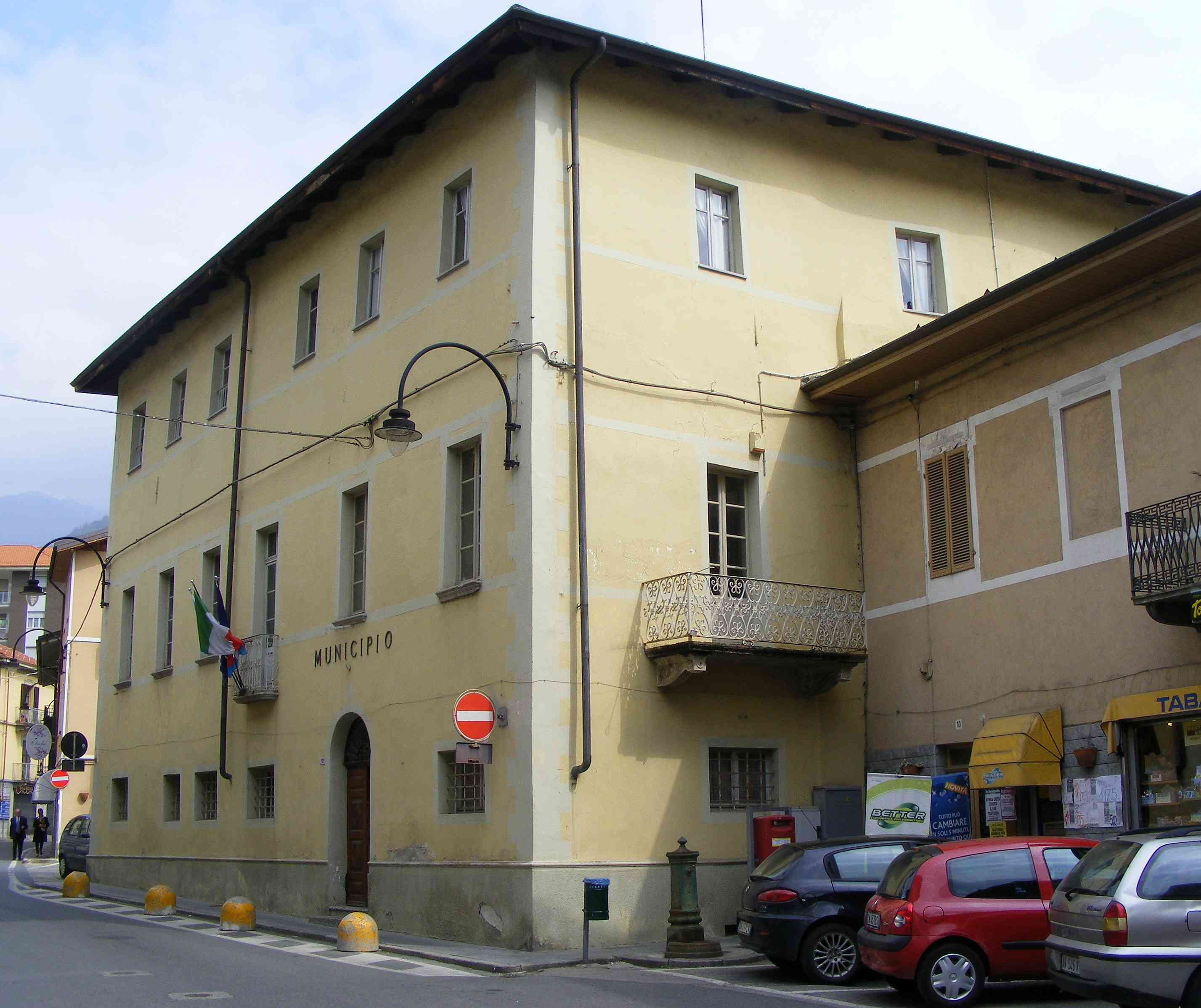
Il municipio

## Amministrazione

### Altre informazioni amministrative
Il comune di Pont faceva parte della ex Comunità Montana Valli Orco e Soana.